# HD75989
HD75989 — хімічно пекулярна зоря спектрального класу B9, що має видиму зоряну величину в смузі V приблизно  6,5.
Вона  розташована на відстані близько 1113,2 світлових років від Сонця.

## Пекулярний хімічний склад
Зоряна атмосфера HD75989 має підвищений вміст 
Si
.